# Estratigrafia seqüencial
La estratigrafia seqüencial o al·loestratigrafia intenta donar una interpretació genètica (en el sentit de la gènesi dels processos) a la geometria dels dipòsits sedimentaris. Aquest mètode de l'estratigrafia es fonamenta sobre el reconeixement de les seqüències dels dipòsits (seqüència de Bouma i d'altres) i les processons sedimentàries observades per l'estratigrafia sísmica correlacionada amb els aixecaments del terreny i les perforacions.
El repartiment dels sediments dins una conca està controlat per l'espai d'acomodació: lloc disponible per a la sedimentació, entre el fons de la conca i la superfície de l'aigua. Aquest espai varia en el temps segons tres factors principals:
- Les aportacions sedimentàries: omplen l'espai disponible, i formen seqüències deposicionals limitades per llacunes (perquè el temps no es registra contínuament, s'atura a causa de la sedimentació i erosió).

- La subsidència: sota el pes dels sediments, la conca s'enfonsa i crea l'espai d'acomodació.

- L'eustatisme: és la fluctuació dels nivells marins, directament lligat a l'espai d'acomodació. Els augments del nivell marí són qualificats de transgressions, i les disminucions de regressions. És el factor que té la velocitat de variació més ràpida, i s'estima que és el principal factor que controla les migracions dels cossos sedimentaris. Ell mateix depèn de nombrosos altres factors (l'astronomia, la variació de la temperatura i la fosa del gel, la variació del volum de la conca oceànica, etc.).